# デニス・マツーエフ
デニス・マツーエフ（ロシア語: Денис Леонидович Мацуев；英語: Denis Leonidvich Matsuev、1975年6月11日 - ）はロシアのピアニスト。

## 経歴
出生から修学期
1975年、ソビエト連邦のバイカル湖沿岸の都市・イルクーツクで音楽一家に生まれた。祖母のヴェラ・アルベルトヴナ・ランマルから音楽の手ほどきを受け、4歳でピアノを始めた。イルクーツクでは第11番中等学校と芸術学校に通った。 1984年、9歳の時にハイドンのピアノ協奏曲でデビュー。
1991年、一家でモスクワに移住。マツーエフはモスクワ音楽院付属中央音楽学校の9年生に転入し、ピャセツキーのクラスで学んだ。積極的なコンサート活動と学業を両立させながら、ロシア各都市、諸外国で演奏。音楽学校在学中に南アフリカ共和国のローデンポート国際音楽コンクールでグランプリを獲得。1994年、モスクワ音楽院に入学。アレクセイ・ナセドキンとセルゲイ・ドレンスキーにピアノを師事した。ドレンスキーは「完璧な技術と表現力は目覚しく、とても聡明で、才能に恵まれた生徒」とマツーエフを評している。マツーエフの名は、当時のエリツィン大統領によりゴールデンブック「New　Names」に加えられ、40ヵ国以上で演奏活動を行い成功を収めた。
音楽家として
浜松国際ピアノコンクールの第3次予選で全審査員の同意が得られず落とされてしまったが、1998年に第11回チャイコフスキー国際コンクールピアノ部門で優勝。以後、世界各地でリサイタルを開き、また著名な指揮者や主要オーケストラとの競演を重ねている。音楽祭や芸術祭への参加も多い。現在は年間120回以上のコンサートに出演している。
マツーエフはロシア連邦によるクリミア併合を支持したと伝えられた。2022年2月25日、マツーエフはニューヨークのカーネギーホールで、ワレリー・ゲルギエフ指揮ウィーン・フィルハーモニー管弦楽団と共演する予定であった。しかし、コンサートの前夜降板が伝えられた。その理由は、ロシアのウクライナ侵攻についてマツーエフとゲルギエフがウラジーミル・プーチンの政策を支持しているためであった。2022年5月13日、ラトビアはウクライナ侵攻を支援したとしてマツーエフの入国を禁止した。

## 受賞・栄典

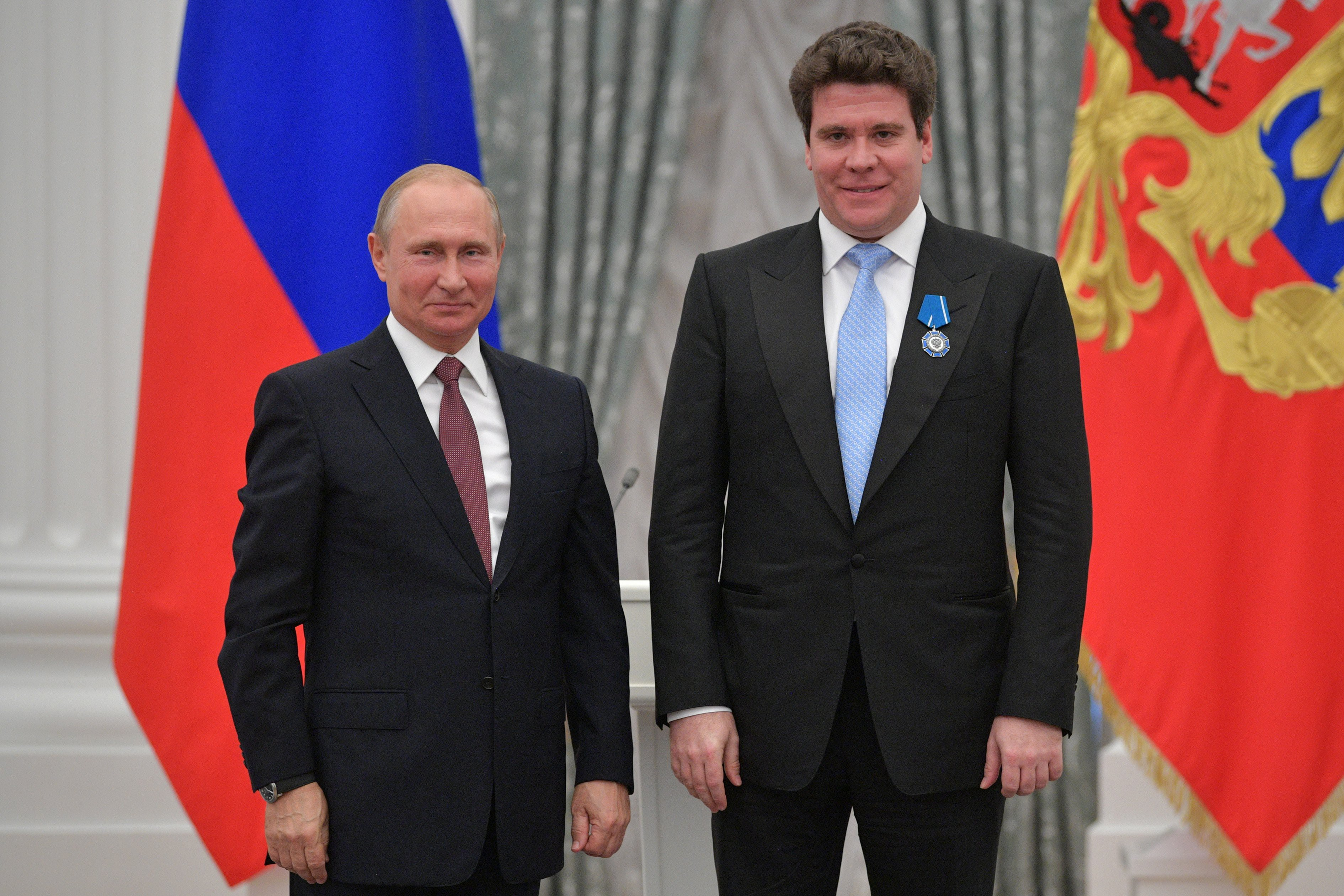
名誉勲章授与式](2018年6月27日)

- 1998年：第11回チャイコフスキー国際コンクールピアノ部門 優勝
- 2006年：ロシア連邦名誉芸術家
- 2009年：北オセチア・アラニア共和国人民芸術家
- 2011年：ロシア人民芸術家
- 2018年：名誉勲章（ロシア）（英語版）

## 主なレパートリー
レパートリーは広範囲にわたるが、リスト、シューマン、ショパンといったロマン派音楽の評価が高い。ジャズにも興味を持っており、彼自身の作曲したジャズ作品やよく知られたジャズ作品の独自の即興演奏がコンサートのプログラムに組まれている。

## 家族・親族
- 祖父：ドミトリー ・レオニドヴィッチ・ゴメリスキーはイルクーツク・サーカスの打楽器奏者。
- 父：レオニード・ヴィクトロヴィチ・マツーエフは作曲家。イルクーツク劇場の公演音楽を担当。
- 母：イリーナ・ドミトリエヴナ・マツーエワ(旧姓・ゴメルスカヤ)はピアノ教師。
- 従弟：ウラディーミル・ユロフスキは指揮者。母方の祖父がユロフスキの祖母(アンナ・レオニドヴナ・ゴメリスカヤ)と兄妹。